# Štirje koncerti za rog in orkester (Mozart)
Wolfgang Amadeus Mozart: Koncerti za rog in orkester
Mozart je vse štiri koncerte za rog in orkester napisal za svojega prijatelja, hornista v salzburškem orkestru Ignaza Josepha Leutgeba (1745–1811). Leutgeb se je leta 1777 preselil na Dunaj in s posojilom Leopolda Mozarta odprl trgovino s sirom. Ko se je Wolfgang Amadeus po sramotnem odpustu iz službe pri salzburškem nadškofu ustalil na Dunaju, sta se z Leutgebom pogosto družila in prijateljevala (po skladateljevi smrti je Leutgeb Mozartovi vdovi Konstanci pomagal urediti partiture pokojnega). O domačnosti njunega odnosa pričajo Mozartove pripombe na notah, namenjenih Leutgebu. Na partituro Koncerta za rog, KV 417, je Mozart, ki je znal biti prav pobalinsko zbadljiv in obsceno nesramen, zapisal dobesedno: »Wolfgang Amadeus Mozart se je 27. maja 1783 usmilil osla, vola in norca Leutgeba«. V Rondo KV 412 mu je napisal celo tirado italijanskih žaljivk: »Coraggio – oh, che stonatura – oime  oh, che seccatura di coglioni – respira un poco! – avanti, avanti – oh, porco infame! ... oh, maledetto – anche bravura? – bravo – ah! Trillo di pecore – finisci? – grazie al ciel! Basta, basta! (Le pogumno – oh, kako narobe – ojoj, kako mi greš na ... – zadihaj no malo! – naprej, naprej – oh, prasec nesramni! ... oh, prekletnik – sedaj pa še bravura? – sijajno – ah! Ovčji trilček – si končal – hvala nebesom! Dovolj, dosti je bilo!)«. 

## Koncert za rog in orkester št. 4, KV 495
Koncert za rog št. 4, KV. 495 ni ostal brez šale na solistov račun. Mozart je Leutgebu poslal note, izpisane v rdeči, modri in zeleni barvi. Da Leutgeb ni bil nikakršen nesposobnež, temveč odličen glasbenik, lahko sklepamo po tem, da je Mozart zanj napisal sedem ali osem skladb, ki so vse po vrsti muzikalno in tehnično zahtevne, na tedanji instrument brez ventilov (hornist je moral uravnavati intonacijo tako, da je potiskal dlan v resonančni lijak) pa jih je bilo resnično težko odigrati. V glasbi, ki jo je Mozart napisal za Leutgeba, ni sledu o karnevalskem odnosu do življenja, ki je očitno preveval njun siceršnji odnos.  Četrti koncert za rog je nastal leta 1786, tako kot Figarova svatba. Mozart je v njem uporabil tematski material iz drugih del. V prvem stavku nastopi tema iz Prostozidarske kantate, KV 471, tema Romance se pojavi tudi v klavirski sonati, KV 479, stavek pa napoveduje iskanje novega, romantičnega izraza, ki je Mozarta sicer zaposlovalo vse do prezgodnje smrti. Finale v šestosminskem taktu, obliki tako imenovanega lovskega rondoja spominja na zadnji stavek Koncerta za rog, KV 417. 